# الأخلاق في الكتاب المقدس

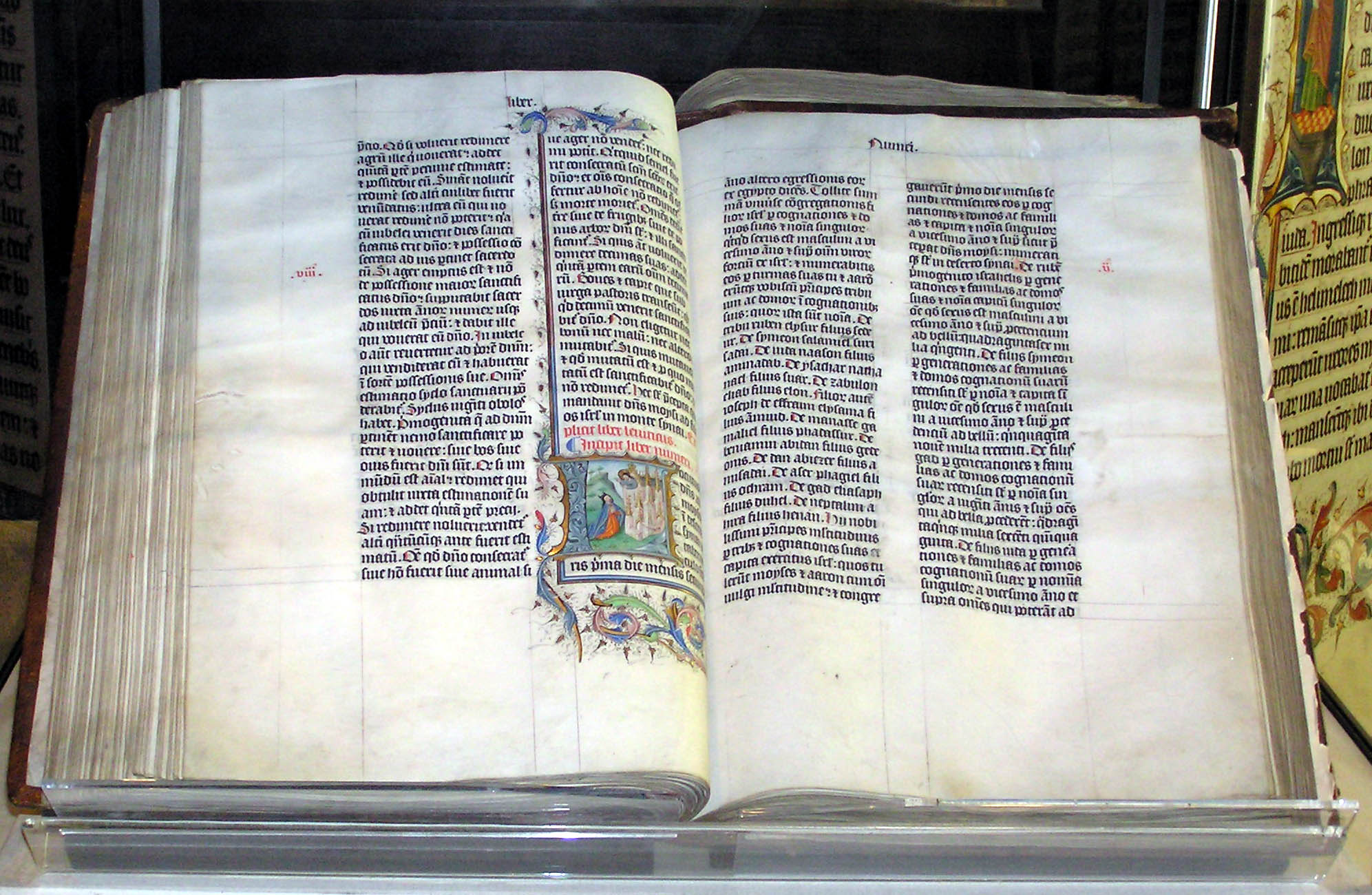

تشير الأخلاق في الكتاب المقدس إلى النظام (الأنظمة) أو النظرية (النظريات) التي تنتجها دراسة وتفسير وتقييم أخلاق الكتاب المقدس (بما في ذلك القواعد الأخلاقية والمعايير والمبادئ والسلوكيات والضمير والقيم وقواعد السلوك، أو المعتقدات المعنية بالخير والشر والصواب والخطأ)، والتي توجد في الكتاب المقدس العبري والمسيحي. وتشمل جزءًا ضيقًا من الحقول الأكبر للأخلاقيات اليهودية والمسيحية، والتي هي نفسها جزء من المجال الأخلاقي الفلسفي الأكبر. تختلف الأخلاق في الكتاب المقدس عن النظريات الأخلاقية الغربية الأخرى في أنها نادراً ما تكون فلسفية. لا يقدم الكتاب المقدس حجة أخلاقية منهجية ولا رسمية. بدلاً من ذلك، يقدم الكتاب المقدس أنماطًا من التفكير الأخلاقي التي تركز على السلوك والشخصية فيما يشار إليه أحيانًا باسم أخلاقيات الفضيلة. هذا التفكير الأخلاقي هو جزء من التقليد العرفي المعياري الواسع حيث يتم ربط الواجب والفضيلة بشكل يجعلهما لا ينفصلان وبطريقة يعزز بعضهما بعضًا.
تم انتقاد أخلاقيات الكتاب المقدس حيث وصفها البعض بأنها غير أخلاقية في بعض التعاليم. إن العبودية والإبادة الجماعية والاستبدالية وعقوبة الإعدام والعنف والنظام الأبوي والتعصب الجنسي والاستعمار ومشكلة الشر هي أمثلة على انتقادات وجهت للأخلاق في الكتاب المقدس.
على الجانب الآخر، فقد تم اعتبارها حجر الزاوية في كل من الثقافة الغربية، والعديد من الثقافات الأخرى في جميع أنحاء العالم. قدمت مفاهيم مثل العدالة للأرملة والأيتام والغريب مصدر إلهام لحركات مثل إلغاء عقوبة الإعدام في القرن الثامن عشر والتاسع عشر، وحركة الحقوق المدنية، وحركة مناهضة الفصل العنصري، ولاهوت التحرير في أمريكا اللاتينية.

## نقد
صرحت إليزابيث أندرسون، أستاذة الفلسفة ودراسات المرأة في جامعة ميشيغان، أن «الكتاب المقدس يحتوي على تعاليم جيدة وتعاليم شريرة»، وهو «غير متسق أخلاقياً».
تنتقد أندرسون الأوامر التي أعطاها الله للرجال في العهد القديم، مثل: قتل الزناة والمثليين جنسياً و«الأشخاص الذين يعملون يوم السبت» (سفر اللاويين 20: 10؛ سفر اللاويين 20: 13؛ سفر الخروج 35: 2، على التوالي)؛ وارتكاب التطهير العرقي (خروج 34: 11-14، سفر اللاويين 26: 7-9)؛ وارتكاب الإبادة الجماعية (العدد 21: 2-3، العدد 21: 33-35، تثنية 2: 26-35، ويشوع 1-12)؛ وغيرها من عمليات القتل الجماعي. تعتبر أندرسون أن الكتاب المقدس يسمح بالعبودية، وضرب العبيد، واغتصاب الأسيرات في زمن الحرب، وتعدد الزوجات (للرجال)، وقتل السجناء، والتضحية بالأطفال. كما قدمت عددًا من الأمثلة لتوضيح ما تعتبره «شخصية الله الأخلاقية»: «معاقبة الناس بشكل روتيني على خطايا الآخرين   ... معاقبة جميع الأمهات بمنحهن الولادة المؤلمة»، ومعاقبة أربعة أجيال من أحفاد أولئك الذين يعبدون آلهة أخرى، وقتل 24000 إسرائيلي لأن بعضهم أخطأوا (العدد 25: 1-9)، وقتل 70,000 إسرائيلي بسبب خطيئة ديفيد في 2 صموئيل 24: 10-15، و«إرسال اثنين من الدببة من الغابة لتقطيع اثنين وأربعين طفل إلى قطع» لأنهم شتموا شخصا ما في 2 ملوك 2: 23-24.
تنتقد أندرسون ما تصفه بالدروس «البغيضة أخلاقياً» في العهد الجديد. تدّعي أن «يسوع يخبرنا أن مهمته هي جعل أفراد الأسرة يكرهون بعضهم بعضًا، بحيث يحبونه أكثر من أقربائهم» (متى 10: 35-37)، بأن «التلاميذ يجب أن يكرهوا والديهم وإخوتهم وزوجاتهم، وأطفالهم (لوقا 14:26)»، وأن بطرس وبولس «يرفعان مرتبة الرجال على زوجاتهم، اللوات يجب أن يطيعوا أزواجهن كآلهة»(1 كورنثوس 11: 3، 14: 34-5، أفسس 5: 22-24، كولوسي 3:18، 1 تيم. 2: 11-2، 1 بط. 3: 1). تذكر أندرسون أن إنجيل يوحنا يشير إلى أن «الرضع وأي شخص لم تتح له الفرصة مطلقًا لأن يسمع بوجود المسيح هو ملعون [إلى الجحيم]، دون أي خطأ من جانبهم».
يذكر سيمون بلاكبيرن أن «الكتاب المقدس يمكن قراءته على أنه يمنح تصريحا لمعاملة قاسية تجاه الأطفال والمعاقين عقلياً والحيوانات والبيئة والمطلقات وغير المؤمنين والأشخاص ذوي العادات الجنسية المختلفة والنساء المسنات».
ينتقد بلاكبيرن ما يصفه بمواضيع مشبوهة أخلاقياً في العهد الجديد. يلاحظ بعض «المراوغات الأخلاقية» ليسوع: أنه يمكن أن يكون «طائفيًا» (متى 10: 5–6)، عنصري (متى 15:26 ومارك 7:27)، ولا يعطي أي قيمة للحياة الحيوانية (لوقا 8: 27-33).
يقدم بلاكبيرن أمثلة على الانتقادات الأخلاقية للعهد القديم، مثل العبارة الواردة في خروج 22:18، والتي يقول إنها «ساعدت على حرق عشرات أو مئات الآلاف من النساء في أوروبا وأمريكا»: «لَا تَدَعْ سَاحِرَةً تَعِيشُ». ويذكر أن «العهد القديم» على ما يبدو «ليس لديه أي مشاكل مع مجتمع يملك العبيد»، ويعتبر تحديد النسل جريمة يعاقب عليها بالإعدام، و «حريص على إساءة معاملة الأطفال». الأمثلة الإضافية التي تم التشكيك في أخلاقيتها هي: حظر لمس النساء أثناء «فترة عدم نظافة الحيض (ليف 15: 19-24)»، والموافقة الواضحة على بيع البنات إلى العبودية (خروج 21: 7)، وجوب قتل أي شخص يعمل في يوم السبت (خروج 35: 2).